# Perfect Addiction
Pour plus de détails, voir Fiche technique et Distribution.
Perfect Addiction est un film américain réalisé par Castille Landon (en) et sorti en 2023.
Le scénario est inspiré du roman du même nom de Claudia Tan sorti en 2019. Le film est disponible sur Prime Video depuis le 24 mars 2023.

## Synopsis
Sienna Lane (Kiana Madeira), entraîneur à succès de MMA, découvre que son petit ami Jax (Matthew Noszka), le champion en titre des combats clandestins de MMA, la trompe avec sa propre sœur. Sienna décide alors de se venger en entraînant le seul homme capable de le détrôner, son ennemi juré, Kayden (Ross Butler).

## Fiche technique
Sauf indication contraire, les informations mentionnées dans cette section peuvent être confirmées par la base de données cinématographiques IMDb,  présente dans la section « Liens externes ».
- Titre original : Perfect Addiction
- Réalisation : Castille Landon (en)
- Scénario : Stephanie Sanditz, d'après le roman de Claudia Tan
- Musique : Jonathan Sanford
- Direction artistique : Aleksandra Klemens
- Costumes : Milena Jaroszek
- Photographie : Maciej Sobieraj
- Montage : Morgan Halsey et Arne Herrmann
- Production : Jeremy Bolt, Robert Kulzer et Aron Levitz
- Sociétés de production : Constantin Film, JB Pictures, Arbor Films et Wattpad
- Société de distribution : Constantin Film, Fathom Events (en) et Prime Video
- Pays de production :  États-Unis
- Langue originale : anglais
- Format : couleur
- Genre : comédie romantique, comédie dramatique, sportif
- Durée : 100 minutes
- Dates de sortie : 24 mars 2023 (sur Prime Video)

## Distribution
- Ross Butler (VF : Benjamin Gasquet) : Kayden Williams
- Manu Bennett (VF : Gilles Morvan) : Julian
- Kiana Madeira (VF : Emmylou Homs) : Sienna Lane
- Matthew Noszka (VF : Guillaume Desmarchelier) : Jax Deneris
- Bree Winslow (VF : Cindy Lemineur) : Beth

Version française
- Société de doublage : Hiventy
- Direction artistique :
- Adaptation des dialogues :

 Source et légende : version française (VF) sur RS Doublage

## Production

### Développement
Le 28 juin 2021, Ross Butler, Kiana Madeira et Matthew Noszka ont été choisis pour la distribution principale du film.
Le film est l’adaptation de la série de romans éponyme à succès de Claudia Tan. Perfect Addiction sorti publié en 2019, a recueilli 81 millions de lectures sur la plateforme Wattpad.

### Tournage
Le tournage du film a eu lieu à Cracovie en Pologne entre le 21 juillet 2021 et le 4 avril 2022.